# Akiko Hayakawa
Pour les articles homonymes, voir Hayakawa (homonymie).
Akiko Hayakawa (早川 明子, Hayakawa Akiko), est une joueuse internationale de football japonaise.

## Biographie
Le 4 août 1987, elle fait ses débuts dans l'équipe nationale japonaise contre la Taipei chinois. Elle compte 2 sélections en équipe nationale du Japon de 1987 à 1988.

## Statistiques
Le tableau ci-dessous présente les statistiques de Akiko Hayakawa en équipe nationale
| Équipe du Japon | Équipe du Japon | Équipe du Japon |
| Année           | Matchs          | Buts            |
| --------------- | --------------- | --------------- |
| 1987            | 1               | 0               |
| 1988            | 1               | 0               |
| Total           | 2               | 0               |